# Гаркушенко, Александр Александрович
Александр Александрович Гаркушенко (5 декабря 1973 года) — российский актёр и спортсмен, двукратный чемпион России и чемпион мира по боевому самбо, боец смешанных единоборств.

## Биография
Уроженец Красноярского края. В школьные годы начал заниматься дзюдо. В 18 лет из-за ссоры с тренером оставил тренировки. Не имея начального музыкального образования экстерном окончил Иркутское училище искусств. В 27 лет переехал в Санкт-Петербург. Сменил множество профессий, прежде чем начал играть в кино.

## Статистика боёв
| Бой | Результат | Соперник        | Способ                        | Турнир (место проведения)            | Дата проведения  | Раунд | Время | Примечания |
| --- | --------- | --------------- | ----------------------------- | ------------------------------------ | ---------------- | ----- | ----- | ---------- |
| 8   | Поражение | Роман Савочка   | Сабмишном (скручивание пятки) | M-1 MFC - Mix-Fight                  | 6 ноября 2004    | 1     | 4:57  |            |
| 7   | Поражение | Мелвин Манхуф   | Техническим нокаутом (удары)  | M-1 MFC - Russia vs. the World 5     | 6 апреля 2003    | 1     | 6:57  |            |
| 6   | Поражение | Даниэль Табера  | Техническим нокаутом (удары)  | M-1 MFC - Russia vs. the World 4     | 15 ноября 2002   | 1     | 9:50  |            |
| 5   | Поражение | Микко Раппонен  | Нокаутом                      | FF 5 - Fight Festival 5              | 2 сентября 2002  | 1     | 2:54  |            |
| 4   | Ничья     | Даниэль Табера  | Ничья                         | M-1 MFC - Russia vs. the World 3     | 26 апреля 2002   | 2     | 5:00  |            |
| 3   | Победа    | Патрик де Витт  | Сабмишном (ключ на руку)      | M-1 MFC - European Championship 2002 | 15 февраля 2002  | 1     | 1:51  |            |
| 2   | Поражение | Станислав Нущик | Нокаутом (удары)              | M-1 MFC - Exclusive Fight Night 4    | 27 декабря 2001  | 1     | 3:30  |            |
| 1   | Поражение | Николай Корнели | Сабмишном (удушение сзади)    | M-1 MFC - Exclusive Fight Night 3    | 27 сентября 2001 | 1     | 8:05  |            |

## Фильмография
- Гончие-6 — Годзилла
- Груз;
- Двое из ларца-2 Мёртвый заяц — Виктор, телохранитель Колокольникова;
- Дознаватель;
- Егеря;
- 2012 — Как назло Сибирь / Ausgerechnet Sibirien (Германия, Россия) — Владик, бывший муж Саянны
- Королевство кривых;
- Кочегар —Хайлак;
- Литейный-4 Гость — эпизоды;
- Месть — искусство;

- Морские дьяволы;
- Настоящие — Шёлк;

- Особенности национальной подлёдной ловли, или Отрыв по полной;
- Перекрёстки судеб;
- Раздолбай;
- Русский дубль-9 — Кузнец;
- Русский спецназ;
- Секретные поручения;
- Страховщики  Деньги — личный охранник
- Улицы разбитых фонарей-8 Бои без правил — тренер по ММА
- Улицы разбитых фонарей-10 Изнаночная петля — командир ОМОНА;
- Чужое лицо;
- Шаманка — Булат;
- Тальянка — конвоир;
- Ментовские войны-9 — Гомельский;
- Литейный-4 Опасная рыбалка — Боцман;
- Мистер нокаут — рэфери в порту